# Лангведел (Холштајн)
Лангведел (њем. Langwedel) општина је у њемачкој савезној држави Шлезвиг-Холштајн. Једно је од 165 општинских средишта округа Рендсбург. Према процјени из 2010. у општини је живјело 1.437 становника. Посједује регионалну шифру (AGS) 1058094.

## Географски и демографски подаци
Лангведел се налази у савезној држави Шлезвиг-Холштајн у округу Рендсбург. Општина се налази на надморској висини од 30 метара. Површина општине износи 24,2 km². У самом мјесту је, према процјени из 2010. године, живјело 1.437 становника. Просјечна густина становништва износи 59 становника/km².